# Femtotecnologia
Femtotecnologia é um termo hipotético que se refere à matéria na dimensão de femtometros, que corresponde a 10−15 m. Essa é uma escala ainda menor do que a encontrada na nanotecnologia e na picotecnologia, que é 10−9 m  e 10−12 m respectivamente. Trabalha no nível dos femtometros envolve a manipulação de estados excitados de energia dentro do núcleo atómico ( ver isomeria nuclear) para produzir estados metaestáveis (ou mesmo estáveis), com propriedades não-comuns. Em casos extremos, considera-se que estados excitados de nucleons individuais, que compõe o núcleo atômico (prótons e nêutrons), adequam o comportamento de tais partículas.
A forma mais avançada de Nanotecnologia molecular imaginada envolve máquinas moleculares autorreplicadoras. O astrofísico Frank Drake especulou sobre a possibilidade de organismos autorreplicadores, como moléculas, vivendo na superfície de uma estrela de nêutrons - tema essa retomado no romance de ficção científica (ficção científica hard) Dragon's Egg do físico Robert Forward.. Físicos acreditam que moléculas nucleares devem ser possíveis.